# Sé e São Pedro
Pour les articles homonymes, voir Sé.
Sé est une ancienne freguesia située dans la municipalité d'Évora, au Portugal, d'une superficie de 0,63 km² et de 1 691 habitants en 2011. La freguesia est créée le 12 juillet 1997, par la fusion de l'ancienne freguesia  de São Pedro avec la partie intra-muros restante de la paroisse de Sé, après que cette dernière ait été subdivisée en freguesia de Bacelo, Horta das Figueiras, Malagueira et Senhora da Saúde,.
Elle est supprimée en 2013, dans le cadre d'une réforme administrative nationale, pour former une nouvelle paroisse, avec São Mamede et Santo Antão, appelée União das Freguesias de Évora (São Mamede, Sé, São Pedro e Santo Antão), dont le siège est à São Mamede.